# Suaninkijärvi
Suaninkijärvi är en sjö i Pajala kommun i Norrbotten och ingår i Kalixälvens huvudavrinningsområde. Sjön har en area på 1,28 kvadratkilometer och ligger 210,9 meter över havet. Sjön avvattnas av vattendraget Pirttiniemenjoki (Suankijoki).

## Delavrinningsområde
Suaninkijärvi ingår i det delavrinningsområde (743003-182961) som SMHI kallar för Utloppet av Suaninkijärvi. Medelhöjden är 228 meter över havet och ytan är 7,21 kvadratkilometer. Räknas de 2 avrinningsområdena uppströms in blir den ackumulerade arean 17,68 kvadratkilometer. Pirttiniemenjoki (Suankijoki) som avvattnar avrinningsområdet har biflödesordning 3, vilket innebär att vattnet flödar genom totalt 3 vattendrag innan det når havet efter 173 kilometer. Avrinningsområdet består mestadels av skog (62 procent). Avrinningsområdet har 1,28 kvadratkilometer vattenytor vilket ger det en sjöprocent på 17,7 procent.